# Sporting Kansas City
Sporting Kansas City – amerykański klub piłkarski z Kansas City, założony 6 czerwca 1995.

## Historia
Klub został założony w 1995 roku. Od sezonu 1996 występuje w MLS. Mistrz MLS w 2000 roku, 2. miejsce w 2004 roku, ponadto klub otrzymał nagrodę MLS Supporters Shield dla najlepszej drużyny sezonu zasadniczego, wygrał puchar MLS. A w 2004 r. wygrali puchar Lamar Hunt U.S. Open. W amerykańskiej Champions League CONCACAF w 2002 dotarli do półfinału, a w 2005 do ćwierćfinału. 

## Klubowe rekordy
- Liczba występów: Kerry Zavagnin, 225
- Gole: Preki, 71
- Asysty: Preki, 98
- Czyste konto: Tony Meola, 37

## Statystyka występów
| Sezon | MLS Sezon zasadniczy       | MLS runda Play off      | Puchar Lamar Hunt U.S. Open | CONCACAF Champions' Cup/Champions League | SuperLiga               |
| ----- | -------------------------- | ----------------------- | --------------------------- | ---------------------------------------- | ----------------------- |
| 1996  | 3 miejsce, Konf. Zachodnia | Półfinał                | Ćwierćfinał                 | Nie zakwalifikowali się                  | Rozgrywane od 2007      |
| 1997  | 1 msc., Zach.              | Ćwierćfinał             | 1/16 finału                 | Nie zakwalifikowali się                  | Rozgrywane od 2007      |
| 1998  | 6 msc., Zachód             | Nie zakwalifikowali się | 1/16 finału                 | Nie zakwalifikowali się                  | Rozgrywane od 2007      |
| 1999  | 6 msc., Zachód             | Nie zakwalifikowali się | Nie zakwalifikowali się     | Nie zakwalifikowali się                  | Rozgrywane od 2007      |
| 2000  | 1 msc., Zachód*            | Zwycięzcy               | Round of 32                 | Nie zakwalifikowali się                  | Rozgrywane od 2007      |
| 2001  | 3 msc., Zachód             | Ćwierćfinał             | 1/16 finału                 | Nie zakwalifikowali się                  | Rozgrywane od 2007      |
| 2002  | 5 msc., Zachód             | Ćwierćfinał             | Półfinał                    | Półfinał                                 | Rozgrywane od 2007      |
| 2003  | 2 msc., Zachód             | Półfinał                | 1/16 finału                 | Nie zakwalifikowali się                  | Rozgrywane od 2007      |
| 2004  | 1 msc., Zachód             | 2 msc.                  | Zwycięzcy                   | Nie zakwalifikowali się                  | Rozgrywane od 2007      |
| 2005  | 5 msc., Wschód             | Nie zakwalifikowali się | Ćwierćfinał                 | Ćwierćfinał                              | Rozgrywane od 2007      |
| 2006  | 5 msc., Wschód             | Nie zakwalifikowali się | 1/16 finału                 | Nie zakwalifikowali się                  | Rozgrywane od 2007      |
| 2007  | 5 msc., Wschód             | Półfinały**             | Nie zakwalifikowali się     | Nie zakwalifikowali się                  | Nie brali udziału       |
| 2008  | 4 msc., Wschód             | Ćwierćfinał             | Ćwierćfinał                 | Nie zakwalifikowali się                  | Nie zakwalifikowali się |
| 2009  | 6 msc., Wschód             | Nie zakwalifikowali się | Ćwierćfinał                 | Nie zakwalifikowali się                  | Faza grupowa            |
| 2010  |                            |                         |                             |                                          |                         |

* Wygrana MLS Supporters' Shield

** 2007 MLS Cup Playoffs udział dzięki dzikiej karcie

## Aktualny skład
| Nr | Poz. | Piłkarz            |
| -- | ---- | ------------------ |
| 1  | BR   | Jimmy Nielsen      |
| 2  | OB   | Michael Harrington |
| 3  | OB   | Korede Aiyegbusi   |
| 4  | PO   | Craig Rocastle     |
| 5  | OB   | Matt Besler        |
| 6  | OB   | Shavar Thomas      |
| 7  | OB   | Chance Myers       |
| 8  | PO   | Stéphane Auvray    |
| 9  | NA   | Teal Bunbury       |
| 11 | PO   | Ryan Smith         |
| 14 | PO   | Jack Jewsbury      |

| Nr | Poz. | Piłkarz          |
| -- | ---- | ---------------- |
| 17 | PO   | Roger Espinoza   |
| 18 | BR   | Eric Kronberg    |
| 19 | NA   | Sunil Chhetri    |
| 21 | BR   | Jon Kempin       |
| 22 | PO   | Davy Arnaud      |
| 23 | NA   | Kei Kamara       |
| 27 | PO   | Birahim Diop     |
| 28 | PO   | Graham Zusi      |
| 32 | OB   | Nikos Kounenakis |
| —  | NA   | Omar Bravo       |
| —  | PO   | Luke Sassano     |